# 1971 en musique classique
| \| • Retour à la chronologie générale de la musique classique • \| |
| Grèce • Rome • Haut Moyen Âge • VIIIe siècle • IXe siècle • Xe siècle • XIe siècle XIIe siècle • XIIIe siècle • XIVe siècle • XVe siècle • XVIe siècle • XVIIe siècle XVIIIe siècle • XIXe siècle • XXe siècle • XXIe siècle |
| • Retour à la chronologie générale de la musique classique • |

| Années en musique classique : 1968 - 1969 - 1970 - 1971 - 1972 - 1973 - 1974    |
| Décennies en musique classique : 1940 - 1950 - 1960 - 1970 - 1980 - 1990 - 2000 |

## Événements

### Créations
- 4 septembre : Ausstrahlung, œuvre de Bruno Maderna, créée à Persépolis.
- 3 décembre : Drumming de Steve Reich créée à la Brooklyn Academy of Music de New York.

#### Date indéterminée
- Création au Festival d'Aix-en-Provence de l'opéra occitan Beatris de Planissolas de Jacques Charpentier sur un livret de René Nelli.

### Autres
- 1er janvier : concert du nouvel an de l'orchestre philharmonique de Vienne au Musikverein, dirigé par Willi Boskovsky.

#### Date indéterminée
- Fondation de la City of London Sinfonia (CLS) par Richard Hickox.
- Fondation du Grand Prix de Chartres, concours international d'organistes.
- Fondation du Quatuor de Berne.
- Fondation du Quatuor Concord.

## Prix
- Daniel Roth et Yves Devernay obtiennent le Grand Prix de Chartres.
- Arthur Rubinstein reçoit le Léonie Sonning Music Award.

## Naissances

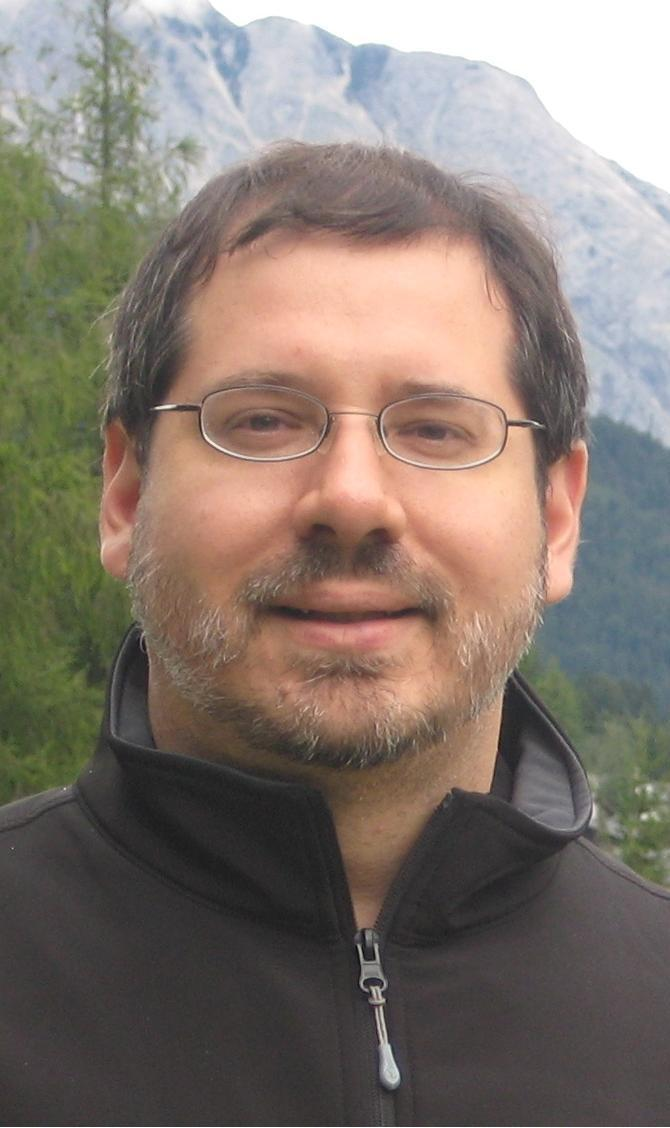
Leonardo Ciampa

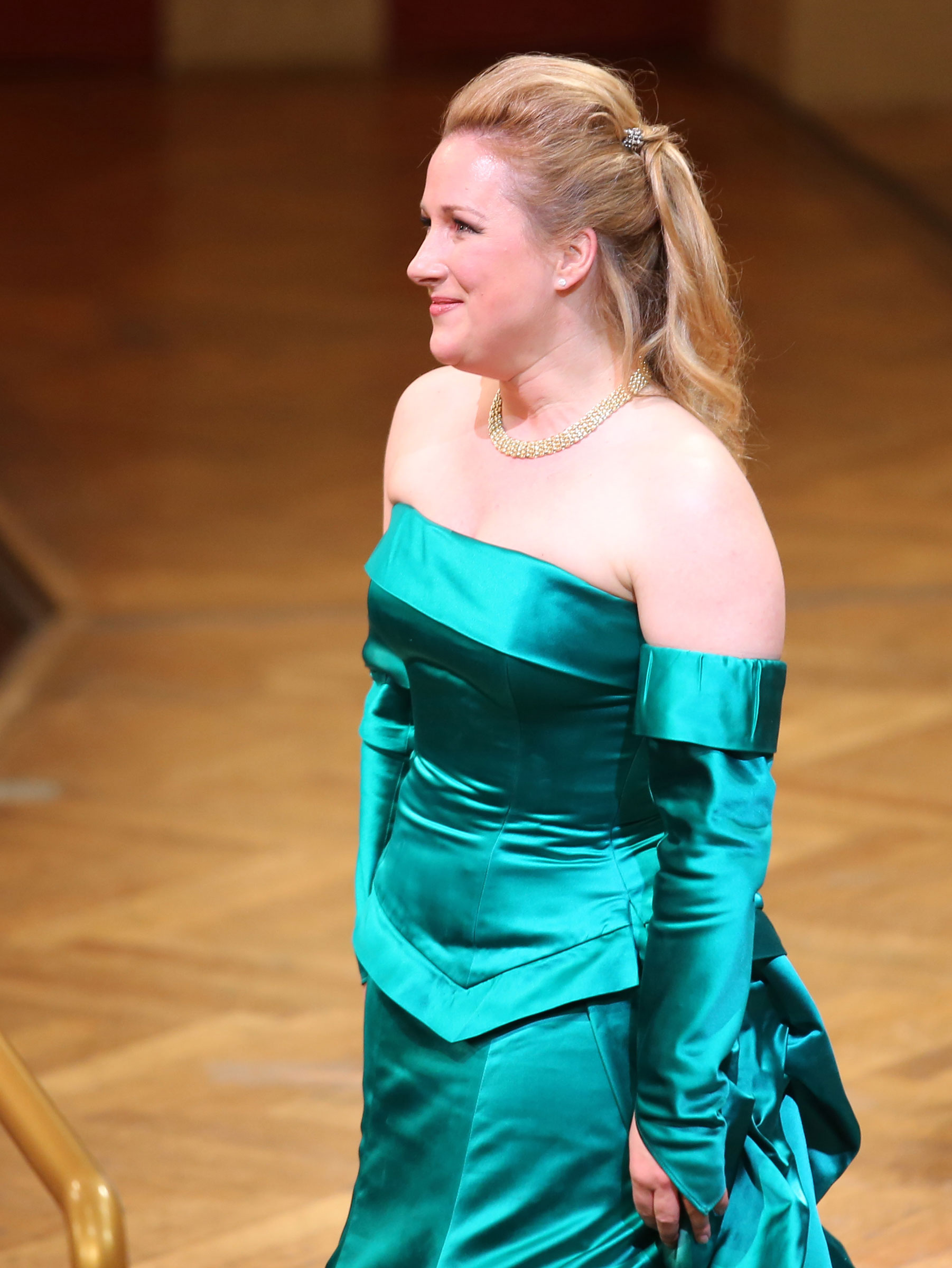
Diana Damrau

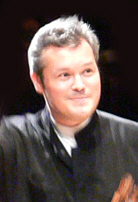
Vadim Repin

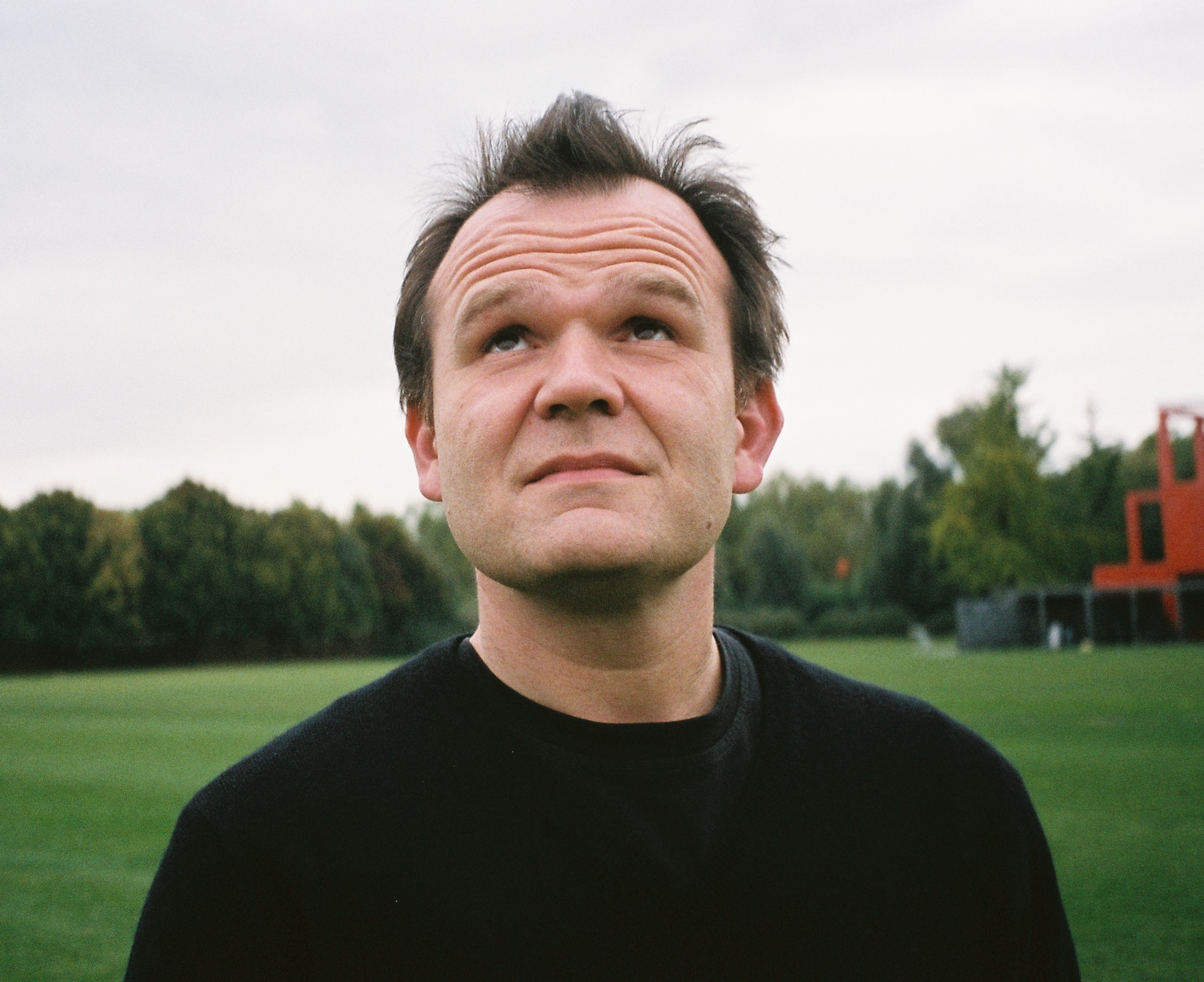
François-Xavier Roth

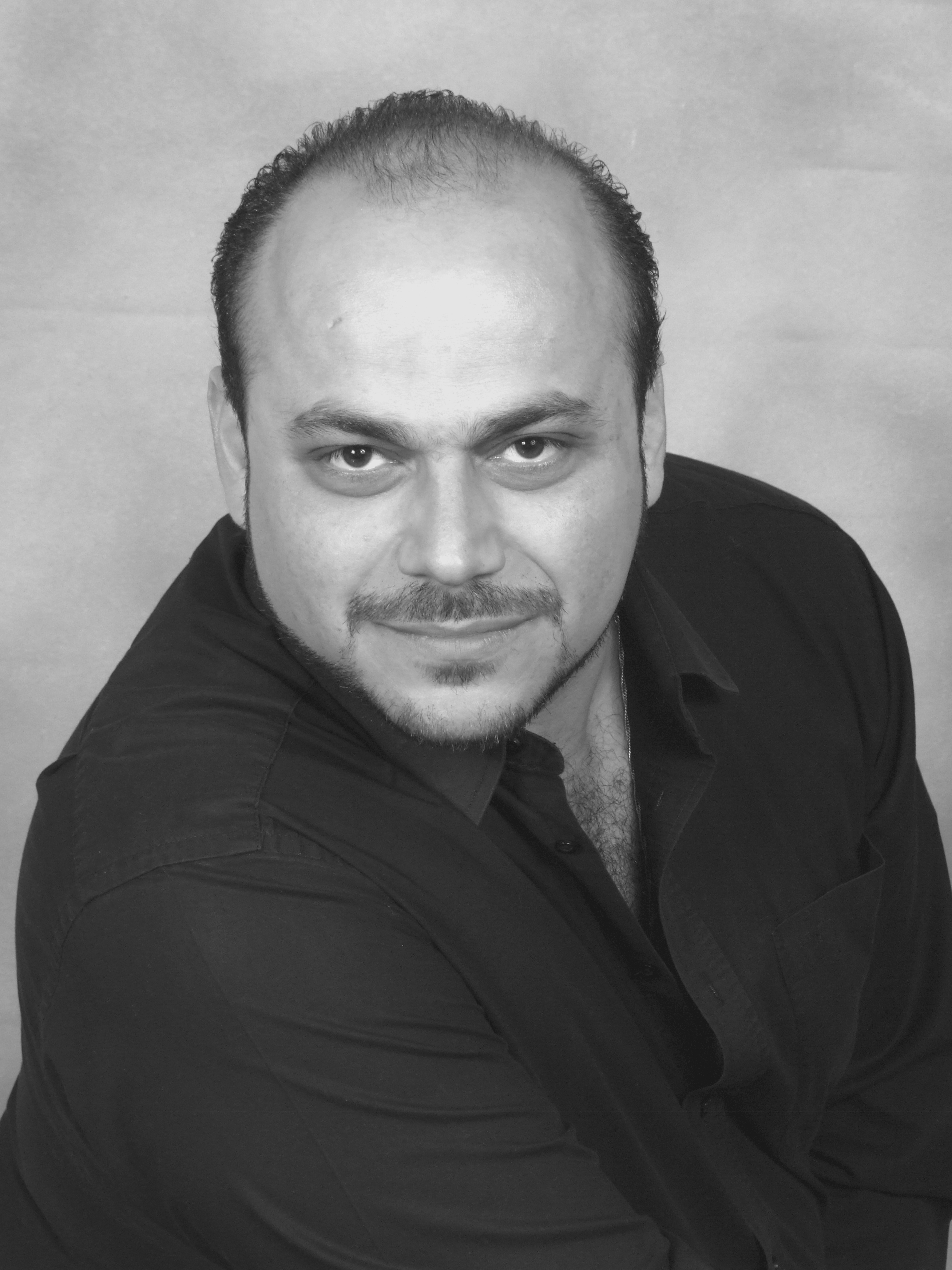
Georges Wanis

- 2 janvier : Pascal Amoyel, pianiste et compositeur français.
- 17 janvier : Leonardo Ciampa , compositeur, organiste, pianiste, et écrivain américain.
- 22 janvier : Stéphanie de Failly, violoniste belge.
- 29 janvier : Matthias Pintscher, compositeur et chef d'orchestre allemand.
- 1er février : 
  - Mikołaj Górecki, compositeur polonais.
  - Markus Poschner, chef d'orchestre allemand.
- 3 février : Franck Bedrossian , compositeur français.
- 11 février : Fabien Saillard, compositeur français de musique acousmatique ou de musique concrète.
- 19 février : Gil Shaham, violoniste israélo-américain.
- 1er mars : Thomas Ades, compositeur britannique.
- 9 mars : Pierre Jodlowski, compositeur français de musique contemporaine.
- 15 mars : Laurent Koehl, ténor français.
- 18 mars : Christian Arming, chef d'orchestre autrichien.
- 25 mars : Muriel Rochat Rienth, flûtiste à bec suisse.
- 12 avril : Edwin Outwater, chef d'orchestre américain.
- 15 avril : Dorothee Mields, soprano allemande.
- 27 avril : Olari Elts , chef d'orchestre estonien.
- 8 mai : Barbara Hannigan, soprano et cheffe d'orchestre canadienne.
- 13 mai : 
  - Maria Keohane, soprano suédoise.
  - Tedi Papavrami, violoniste.
- 31 mai : Diana Damrau, cantatrice allemande.
- 3 juin : Jean-Philippe Biojout, baryton-basse, écrivain et éditeur français.
- 9 juin : Erika Miklósa, soprano colorature hongroise.
- 16 juin : Fayçal Karoui, chef d'orchestre français.
- 7 juillet : Frédéric Bétous, contre-ténor français.
- 10 juillet : Stéphane Blok, compositeur vaudois.
- 16 juillet : Malika Kishino, compositrice japonaise.
- 19 juillet : Urs Bühler, ténor, membre du quatuor Il Divo.
- 31 juillet : Thomas Lennartz, organiste, chef de chœur et compositeur allemand.
- 11 août : Sharon Kam, clarinettiste israélienne.
- 25 août : Joby Talbot , compositeur britannique.
- 31 août : Vadim Repin, violoniste russe.
- 6 septembre : Lior Navok, compositeur et chef d'orchestre israélien.
- 13 septembre : Ezio Bosso, compositeur et chef d'orchestre italien († 15 mai 2020).
- 18 septembre : Anna Netrebko, soprano autrichienne.
- 2 octobre : André Heyboer, baryton français.
- 10 octobre : Evgeny Kissin, pianiste russe.
- 14 octobre : Anne Gastinel, violoncelliste française.
- 25 octobre : Midori Gotō, violoniste japonaise.
- 6 novembre : François-Xavier Roth, chef d'orchestre français.
- 20 novembre : Georges Wanis, chanteur d'opéra.
- 24 novembre : Stéphane Denève , chef d'orchestre français.
- 7 décembre : Jasmin Bašić, ténor bosniaque.
- 11 décembre : Katia Skanavi, pianiste de nationalités russe et grecque.
- 22 décembre : Jelena Bodrazić, chanteuse d'opéra serbe.
- 30 décembre : Facundo Agudin, chef d'orchestre argentin.

### Date indéterminée
- Alain Billard, clarinettiste français.
- Karel Mark Chichon , chef d'orchestre gibraltarien.
- Haim Fabrizio Cipriani, rabbin progressiste et violoniste italien.
- Marie Devellereau, cantatrice française, soprano lyrique léger.
- Nora Gubisch, mezzo-soprano française.
- Olga Gouriakova, soprano russe.
- Stanislav Ioudenitch, pianiste ouzbek.
- Vasiljka Jezovšek, soprano allemande.
- Varduhi Khachatryan, chanteuse d'opéra arménienne.
- Emmanuel Leducq-Barôme, chef d'orchestre français.
- François Leleux, hautboïste français.
- Chiara Massini, claveciniste italienne.
- Takatomi Nobunaga, compositeur japonais.
- Steven Osborne, pianiste écossais.
- Xavier Phillips, violoncelliste français.
- Yannis Pouspourikas , chef d'orchestre français.
- Serge Schoonbroodt, organiste et chanteur belge.
- Maurice Steger, flûtiste à bec et directeur musical.
- Nicolas Tulliez, harpiste classique français.

## Décès

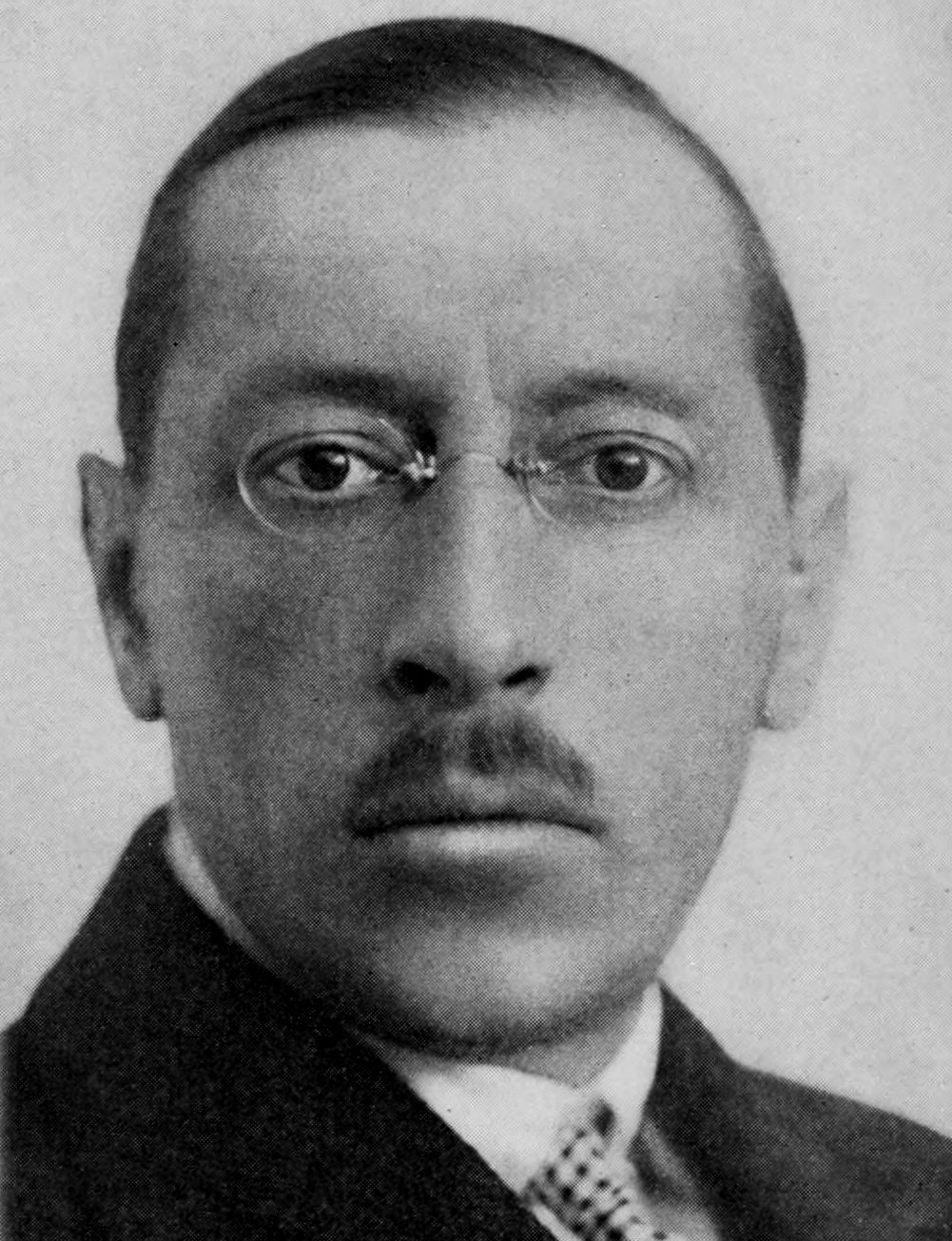
Igor Stravinsky.

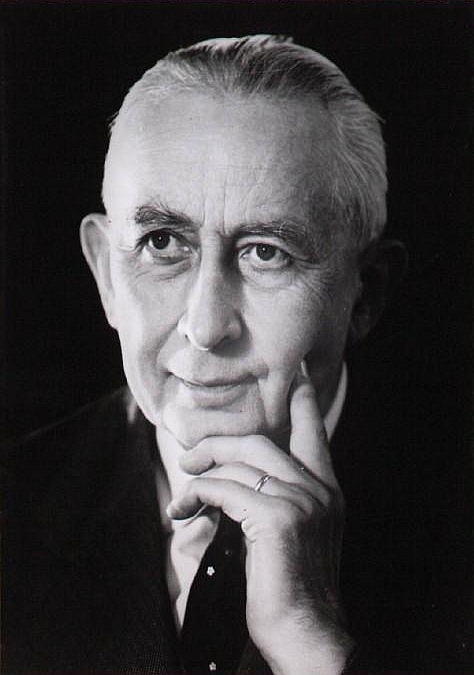
Marcel Dupré.

- 8 janvier : Adriano Lualdi, compositeur et chef d'orchestre italien (° 22 mars 1885).
- 13 janvier : Henri Tomasi , compositeur et chef d'orchestre (° 17 août 1901).
- 14 janvier : Ethel Glenn Hier, compositrice américaine (° 25 juin 1889).
- 18 janvier : František Maxián, pianiste et pédagogue tchèque (° 9 novembre 1907).
- 29 janvier : Georges van Parys , compositeur français de musique de film, d'opérette et de musique légère (° 7 juin 1902).
- 21 février : Adolph Weiss, compositeur américain (° 12 novembre 1891).
- 22 février : Rudolf Mauersberger, compositeur allemand (° 29 janvier 1889).
- 27 février : Bernadette Delprat, soprano française (° 7 décembre 1901).
- 3 mars : Alfred Desenclos , compositeur français (° 7 février 1912).
- 5 mars : Lydia Boucher, compositrice, professeure de musique et religieuse canadienne (° 28 février 1890).
- 9 mars : Jean-Pierre Guézec, compositeur français (° 29 août 1934).
- 17 mars : Piero Coppola, chef d'orchestre, pianiste et compositeur italien (° 11 octobre 1888).
- 19 mars : Jean-Marie Beaudet, chef d'orchestre, organiste, pianiste, producteur de radio et professeur de musique québécois (° 20 février 1908).
- 28 mars : Felix Wolfes, compositeur et chef d'orchestre allemand (° 2 septembre 1892).
- 5 avril : José Cubiles, pianiste et chef d'orchestre espagnol (° 15 mai 1894).
- 6 avril : Igor Stravinsky, compositeur russe naturalisé français puis américain (° 17 juin 1882).
- 11 avril : Zbigniew Drzewiecki, pianiste et enseignant polonais (° 8 avril 1890).
- 14 avril : Reine Colaço Osorio-Swaab, compositrice hollandaise (° 16 janvier 1881).
- 10 mai : 
  - Mihail Jora, compositeur, pianiste et chef d'orchestre roumain (° 2 août 1891).
  - Shūkichi Mitsukuri, compositeur japonais (° 21 octobre 1895).
- 22 mai : René Nicoly, président-fondateur des Jeunesses musicales de France (° 22 septembre 1907).
- 26 mai : Mark Brunswick , compositeur américain (° 6 janvier 1902).
- 29 mai : Max Trapp , compositeur et pédagogue allemand (° 1er novembre 1887).
- 30 mai : Marcel Dupré, organiste et compositeur français (° 3 mai 1886).
- 21 juin : Ludwig Schmidseder, compositeur allemand (° 24 août 1904).
- 24 juin : Hans Mersmann, historien de la musique, musicologue et professeur de musique classique allemand (° 6 août 1891).
- 25 juin : 
  - Juan Altisent , compositeur espagnol (° 8 février 1891).
  - Mignon Nevada, soprano anglaise (° 14 août 1886).
- 26 juin :
  - Juan Manén, violoniste et compositeur espagnol (° 14 mai 1883).
  - Inia Te Wiata, chanteur d'opéra néo-zélandais, baryton-basse, également acteur (° 10 juin 1915).
- 24 juillet : Alan Rawsthorne, compositeur britannique (° 2 mai 1905).
- 25 juillet : Leroy Robertson, compositeur américain (° 21 décembre 1896).
- 23 août : Wilhelm Sieben, chef d'orchestre allemand (° 29 avril 1881).
- 24 août : Karel Pravoslav Sádlo, violoncelliste et pédagogue tchèque (° 5 septembre 1898).
- 9 septembre : Ludwig Suthaus, ténor wagnérien allemand (° 12 décembre 1906).
- 17 septembre : Oszkár Kálmán, basse hongroise (° 19 juin 1887).
- 23 septembre : Auguste Schirlé , compositeur, pianiste, organiste et maître de chapelle français (° 5 avril 1895).
- 15 octobre : Albert Alain, organiste et compositeur français (° 1er mars 1880).
- 24 octobre :
  - Fernand Quinet, chef d'orchestre , compositeur et violoncelliste belge (° 29 janvier 1898).
  - Carl Ruggles, compositeur américain (° 11 mars 1876).
- 26 octobre : Yves de la Casinière, musicien , compositeur et pédagogue français (° 11 février 1897).
- 11 novembre : Georges Arnoux , compositeur français (° 3 août 1891).
- 14 novembre : Nektarios Tchargeïchvili , compositeur russe et géorgien (° 5 septembre 1937).
- 27 novembre : Jēkabs Mediņš , compositeur, pédagogue et chef d'orchestre letton (° 10 mars 1885).
- 29 novembre : Heinz Tiessen , compositeur, chef d'orchestre et pédagogue allemand (° 10 avril 1887).
- 8 décembre : Marie Collier, cantatrice soprano australienne (° 16 avril 1926).

### Date indéterminée
- Gisela Hernández, compositrice cubaine (° 1912).
- Jean Clergue , compositeur et chef d'orchestre français (° 1905).